# Sharon Maughan
Sharon Patricia Mughan (West Derby, Liverpool; 22 de junio de 1950) es una actriz británica, más conocida por haber interpretado a Tricia Williams en la serie Holby City.

## Biografía
Es hija de Frank Mughan y de Norah McClay-Mughan, y tiene cuatro hermanos. De ascendencia irlandesa.
Asistió a la prestigiosa Royal Academy of Dramatic Art "RADA", en donde se convirtió más tarde en  miembro asociado.
En 1977 comenzó a salir con el actor Trevor Eve, con quien se casó el 1 de marzo de 1980. La pareja tiene tres hijos: la actriz Alice Eve, el cineasta Jack Eve y el músico George Eve.

## Carrera
En 1975 se unió al elenco de la cuarta temporada de la serie The Main Chance, donde interpretó a Inge Lindstrom.
En 1980 se unió al elenco de la serie The Enigma Files, donde interpretó a Kate Burton durante los primeros ocho episodios. En 1981 interpretó a Lettice Palmer en la miniserie The Flame Trees of Thika. Entre 1987 y 1992, apareció en comerciales para la televisión para el café de "Nestle Gold Blend" junto con el actor Anthony Head. Apareció en la obra Out of Our Fathers House, donde interpretó dos personajes: la doctora Anna Howard Shaw y Elizabeth Cady Stanto.
En 1997, junto con su esposo Trevor Eve y Charles Haswell, fundaron "Projector Productions".
En 2000 apareció como invitada en la serie policíaca The Bill, donde dio vida a Alex Dunbar. En 2003 se unió al elenco principal de la serie médica Holby City, donde interpretó a la enfermera Tricia Williams hasta el sexto episodio de la novena temporada en 2006. En 2008 obtuvo un papel secundario en la película The Bank Job, donde interpretó a Sonia Bern.
En 2010 apareció en la película She's Out of My League, donde interpretó a la señora McCleish (en la película Sharon y su esposo Trevor interpretaron a los señores McCleish, los padres ficticios de su verdadera hija Alice Eve). En 2011, se unió al elenco de la miniserie Kidnap and Ransom, donde dio vida a Jane Wickham. El 19 de febrero de 2014, Sharon y su esposo Trevor fueron parte de la audiencia invitada al Palacio de Buckingham para celebrar el centenario de la Royal Academy of Dramatic Art («RADA»). Ambos recibieron el honor de ser elegidos para interpretar delante de la reina Isabel II del Reino Unido en la habitación de Investidura junto con los actores Hugh Laurie, Sir Tom Courtenay y Dame Helen Mirren.
Ese mismo año apareció en la película Flying Home, en la que interpretó a la madre de Colin Montgommery.

## Filmografía

### Series de televisión
| Año         | Título                   | Personajes           | Notas                                        |
| ----------- | ------------------------ | -------------------- | -------------------------------------------- |
| 2011        | Kidnap and Ransom        | Jane Wickham         | 3 episodios - miniserie                      |
| 2009        | Waking the Dead          | Michelle / Elizabeth | 2 episodios                                  |
| 2009        | Inspector George Gently  | Laura Fenwick        | episodio "Gently with the Innocents"         |
| 2003 - 2006 | Holby City               | Tricia Williams      | 101 episodios                                |
| 2005        | Casualty @ Holby City    | Tricia Williams      | episodio "Test Your Metal "                  |
| 2002        | Nice Guy Eddie           | Christine            | episodio # 1.7                               |
| 2001        | Casualty                 | Victoria Bevins      | episodio "Kindness of Strangers"             |
| 2001        | Heartbeat                | Ursula Donne         | episodio "Sylvia's Mother"                   |
| 2000        | The Bill                 | Alex Dunbar Q.C.     | episodio "The Trial of Eddie Santini"        |
| 1999        | Felicity                 | Profesora Beisner    | episodio "Assassins"                         |
| 1992        | Murder, She Wrote        | Penelope Cadwell     | episodio "Tinker, Tailor, Liar, Thief"       |
| 1991        | Ruth Rendell Mysteries   | Imogen Ide           | 3 episodios                                  |
| 1991        | Cluedo                   | Marie Anne Kray      | episodio "Fatal Distraction"                 |
| 1989        | Hannay                   | Dore Nicholson       | episodio "The Good Samaritan"                |
| 1989        | A Fine Romance           | Priscilla / Prudence | episodio "Double Indignity"                  |
| 1989        | Inspector Morse          | Kate Donn            | episodio "Deceived by Flight"                |
| 1987        | Truckers                 | Amanda Robinson      | episodio "Shoot, If You'll Pardon My French" |
| 1986        | MacGyver                 | Maria Karsoff        | episodio "A Prisoner of Conscience"          |
| 1983-1985   | By the Sword Divided     | Anne Lacey Fletcher  | 19 episodios                                 |
| 1983        | Dombey & Son             | Edith Granger-Dombey | 5 episodios - miniserie                      |
| 1981        | The Flame Trees of Thika | Lettice Palmer       | 5 episodios - miniserie                      |
| 1980        | The Enigma Files         | Kate Burton          | 6 episodios                                  |
| 1978        | Return of the Saint      | Carmenla             | episodio "The Nightmare Man"                 |
| 1976        | Angels                   | Mrs. Paget           | episodio "Signals"                           |
| 1975        | The Main Chance          | Inge Lindstrom       | 7 episodios                                  |
| 1975        | The Loner                | Miss Douglas         | episodio "Dawson's Connection"               |
| 1974        | Dial M for Murder        | Suzanna              | episodio "If You Knew Susie"                 |
| 1974        | Great Mysteries          | Carol                | episodio "A Time to Remember"                |
| 1973        | Shabby Tiger             | Rachel Rosing        | 7 episodios - miniserie                      |
| 1973        | Justice                  | Jenny Pargeter       | episodio "Malicious Damage"                  |
| 1972        | Z Cars                   | Joven                | episodio "Sweet Girl"                        |
| 1972        | The Organization         | Rosemary             | episodio "Veronica and Mr Pulman"            |
| 1972        | The Last of the Baskets  | Samantha             | episodio "Since Then I Have Used No Other"   |
| 1971        | Eyeless in Gaza          | Mucama               | episodio "With Inward Eyes Illuminated"      |

### Películas
| Año  | Título                       | Personaje         | Notas |
| ---- | ---------------------------- | ----------------- | --- |
| 2015 | The Atticus Institute        | Susan Gorman      | junto a Rya Kihlstedt, William Mapother, Harry Groener, John Rubinstein y Julian Acosta                           |
| 2014 | Time Lapse                   | Doctora Heidecker | junto a Danielle Panabaker, Matt O'Leary, George Finn, John Rhys-Davies, Amin Joseph y Jason Spisak               |
| 2014 | Flying Home                  | Madre de Colin    | junto a Jamie Dornan, Anthony Head, Numan Acar, Max Pirkis, Ali Suliman y Charlotte De Bruyne                     |
| 2014 | Death of a Farmer            | Nora              | junto a Trevor Eve, Terry Hanlon, Pierro Niel-Mee, George Eve, Luca Mantero y Anthony Head                        |
| 2012 | The Babymakers               | Doctora Roberts   | junto a Paul Schneider, Olivia Munn, Michael Yurchak, Wood Harris, Constance Zimmer y Jude Ciccolella             |
| 2010 | Study After Cruel Intentions | Lie               | corto - junto a Lysette Anthony                                                                                   |
| 2010 | She's Out of My League       | Mr. McCleish      | junto a Jay Baruchel, Alice Eve, T.J. Miller, Mike Vogel, Trevor Eve, Nate Torrence y Lindsay Sloane              |
| 2008 | The Bank Job                 | Sonia Bern        | junto a Jason Statham, Saffron Burrows, Stephen Campbell Moore, Daniel Mays, James Faulkner y Michael Jibson      |
| 2000 | Cinderella                   | Reina Seraphina   | junto a Kathleen Turner, Katrin Cartlidge, David Warner, Jane Birkin, Lucy Punch, Leslie Phillips y Gideon Turner |
| 1993 | Another Stakeout             | Barbara Burnside  | junto a Richard Dreyfuss, Emilio Estevez, Rosie O'Donnell, Dennis Farina, Marcia Strassman y Miguel Ferrer        |
| 1976 | Huggy Bear                   | Janine Lassoo     | junto a Madeleine Cannon, Aimée Delamain, Maurice Denham, Joyce Heron y Paddy Joyce                               |

### Directora y productora
| Año  | Título                          | Notas                            |
| ---- | ------------------------------- | -------------------------------- |
| 2011 | The Family Firm                 | productora ejecutiva             |
| 2003 | Twelfth Night, or What You Will | ejecutiva: Projector Productions |
| 1993 | Widowers' Houses                | directora                        |
| —    | Twelfth Night                   | productora ejecutiva             |
| —    | Cinderella                      | productora ejecutiva             |

### Apariciones
| Año  | Programa             | Notas                     |
| ---- | -------------------- | ------------------------- |
| 2014 | The Wright Stuff     | panelista invitada        |
| 2011 | Celebrity Masterchef | 7 episodios - concursante |

### Teatro
| Año       | Obra                       | Personaje                 | Director (a)      | Teatro               | Notas                                                              |
| --------- | -------------------------- | ------------------------- | ----------------- | -------------------- | ------------------------------------------------------------------ |
| 2008      | Cradle Me                  | Marion                    | Duncan Macmillan  | -                    | junto a Luke Treadaway, Sarah Bedi y Paul Herzberg                 |
| 1998      | And All the Children Cried | Myra Hindley              | —                 | -                    | -                                                                  |
| —         | Out of Our Fathers House   | Dr. Anna Shaw / Elizabeth | -                 | Fountainhead Theatre | -                                                                  |
| —         | A Doll's House             | Nora                      | -                 | Chichester Theatre   | -                                                                  |
| —         | Adam Was a Gardener        | Anne Daviot               | -                 | —                    | -                                                                  |
| —         | Born Yesterday             | Billie Dawn               | -                 | -                    | -                                                                  |
| 1977-1978 | Filumena                   | -                         | Franco Zeffirelli | Lyric Theatre        | junto a Joan Plowright, Trevor Eve, Colin Blakely y Patricia Hayes |
| —         | Habeas Corpus              | Felicity Rumpers          | -                 | Lyric Theatre        | -                                                                  |
| —         | Hamlet                     | Ophelia                   | -                 | -                    | -                                                                  |